# Hermann Burghart

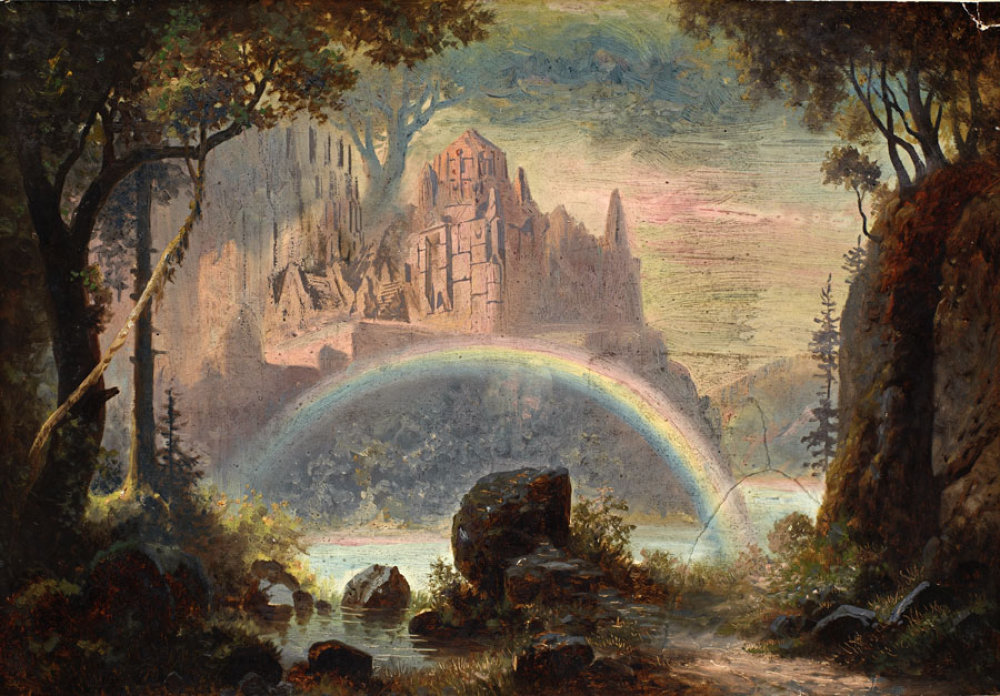
Hermann Burghart – Walhalla, Entwurf von 1878 für die Oper „Das Rheingold“ von Richard Wagner

Hermann Burghart (* 7. April 1834 in Türmitz bei Aussig; † 23. Januar 1901 in Döbling bei Wien) war ein böhmischer Bühnenbild- und Hoftheatermaler. Er war als Hoftheatermaler und Mitinhaber des Ateliers für Theaterdekorationsmalerei „Brioschi, Burghart und Kautsky“ vorwiegend in Wien tätig.

## Leben
Hermann Burghart studierte an der Akademie der bildenden Künste in Wien. 1866 wurde er als Theaterdekorationsmaler ans Hofoperntheater berufen.
Um das Jahr 1866 beteiligte er sich als dritter Miteigentümer am erfolgreichen Atelier des Theatermalers Carlo Brioschi und Johann Kautsky. Das Unternehmen war in der Folge unter dem Namen „Brioschi, Burghart und Kautsky, k.u.k. Hoftheatermaler in Wien“ tätig und beschäftigte neben Dutzenden von Arbeitern wie Tischler, Schlosser, Mechaniker und Sachbearbeiter auch zahlreiche Maler wie Georg Janny, Konrad Petrides, Franz Poledne, Leopold Rothaug, Ferdinand Brunner und Alfons Mucha. Das Atelier erhielt Aufträge im In- und Ausland und belieferte u. a. Häuser im Deutschen Reich, Böhmen, England und Amerika (Metropolitan Opera). Das Atelier war unter anderem für die Bühnenbilder der Wiener Erstaufführung von Tristan und Isolde verantwortlich.
Burghart lehrte an der Wiener Akademie Malerei, wo u. a. Erwin Pendl zu seinen Schülern zählte.